# Urbach (Thuringe)
Pour les articles homonymes, voir Urbach.
Urbach est une commune allemande de l'arrondissement de Nordhausen, Land de Thuringe.

## Géographie
Urbach se situe au sein de la Goldene Aue et du parc naturel du lac de Kelbra.

## Histoire
La première mention d'Urbach date de 1169.

## Source, notes et références
- (de) Cet article est partiellement ou en totalité issu de l’article de Wikipédia en allemand intitulé « Urbach (Thüringen) » (voir la liste des auteurs).